# Strike Back (televisieserie)
Chris Ryan's Strike Back is een Engelse televisieserie die in 2010 voor het eerst werd uitgezonden door Sky1 in het Verenigd Koninkrijk. De serie is gebaseerd op de boeken met dezelfde titel van Chris Ryan. Chris Ryan is voormalig soldaat van de SAS. De serie is geproduceerd door Left Bank Pictures voor Sky1.
In de serie speelt Richard Armitage John Porter, een voormalig Brits soldaat van de Special Forces, die wordt teruggeplaatst bij de afdeling Section 20 van de MI6.
De serie is volledig op locatie opgenomen in Zuid-Afrika, voornamelijk in de Gauteng Provincie.
De zesdelige televisieserie werd in augustus 2011 opgevolgd door de tiendelige serie Strike Back: Project Dawn. Het tweede seizoen is een productie van de Britse Sky1 en het Amerikaanse kabelnetwerk Cinemax.

## Verhaal
In de zes afleveringen van het eerste seizoen van Strike Back worden de acties van John Porter (Richard Armitage), een voormalig SAS sergeant, en Hugh Collinson (Andrew Lincoln) een officier van de 20ste sectie van de MI6 gevolgd.
Beide karakters waren getuige van een operatie die plaatsvond op de vooravond van de invasie van Irak in 2003, waar twee Britse militairen op miraculeuze wijze zijn omgebracht. De serie volgt vanaf dat moment drie verhaallijnen die zeven jaar later plaatsvinden. De eerste twee afleveringen laat de ontvoering van Katie Dartmouth (Orla Brady), een Britse journalist, net buiten Basra (Irak) zien.
De twee daaropvolgende afleveringen vinden plaats in Zimbabwe, waar de Britse overheid wordt beschuldigd van het plegen van een aanslag op Robert Mugabe. De laatste twee afleveringen volgt de karakters naar Afghanistan en Pakistan waar een Britse computer hacker verantwoordelijk wordt gehouden voor het plegen van aanslagen op Amerikaanse troepen in de provincie Helmand.

## Rolverdeling

### Hoofdrollen
- Richard Armitage - John Porter
- Andrew Lincoln - Hugh Collinson
- Jodhi May - Layla Thompson
- Colin Salmon - James Middleton
- Shelley Conn - Danni Prendiville

### Bijrollen
- David Harewood - Colonel Tshuma
- Shaun Parkes - Felix Masuku
- Ewen Bremner - Gerald Baxter
- Alexander Siddig - Zahir Sharq
- Toby Stephens - Frank Arlington